# Carlo Ruini (anatomista)
Carlo Ruini (Bologna, 1530 – 1598) è stato un politico, anatomista e naturalista italiano rinascimentale.
Senatore e Gonfaloniere di Giustizia, fu autore nel 1598 di un Dell'anatomia et dell'infirmità del cavallo.

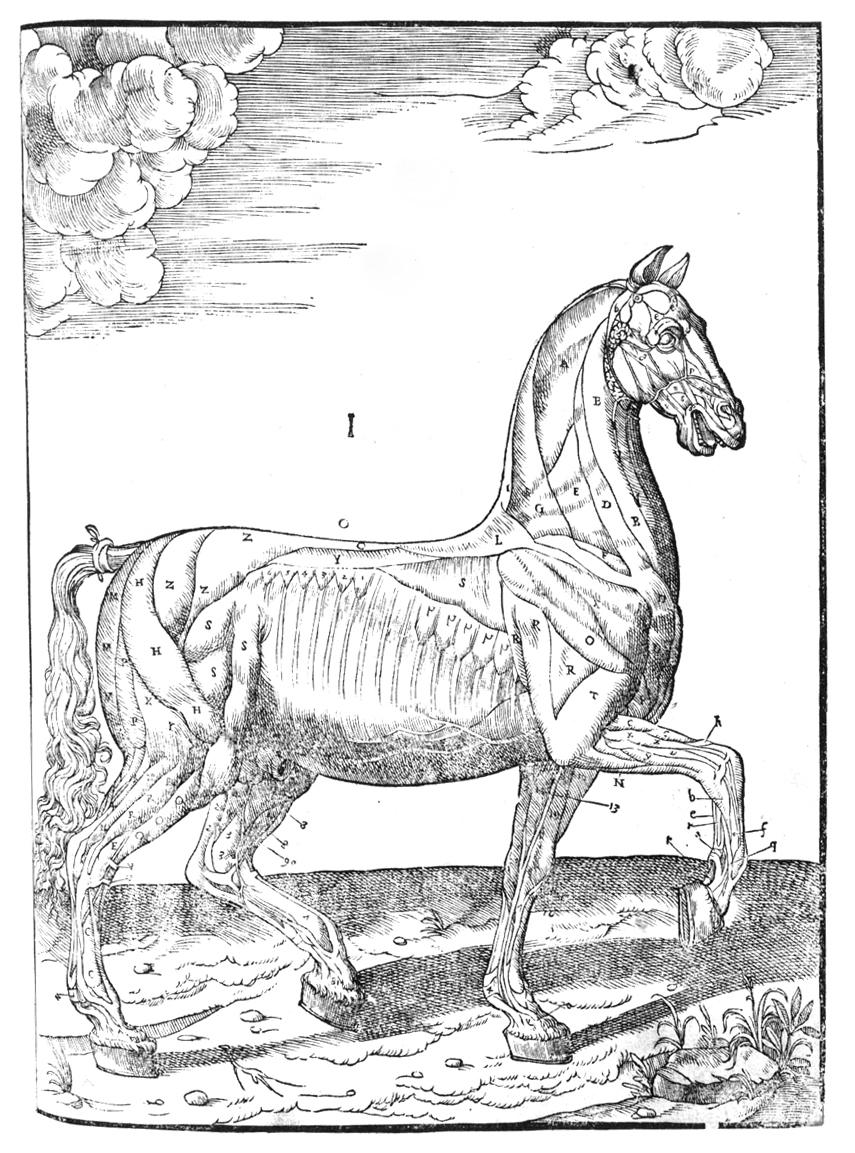